# Puente de la Amistad Sinocoreana
El Puente de la Amistad Sinocoreana (también llamado Puente de la Amistad chino-coreana o Puente de la Amistad China-Corea) (中朝友谊桥 en chino) (조중우의교 en coreano) conecta las ciudades de Dandong, en China, y Sinuiju, en Corea del Norte. Construido en 1943, permite cruzar el río Yalu (Amnok en coreano) en coche, en bicicleta y en ferrocarril (a los peatones no se les permite cruzar el puente). El puente es una de las pocas formas de entrar o salir de Corea del Norte.

## Descripción

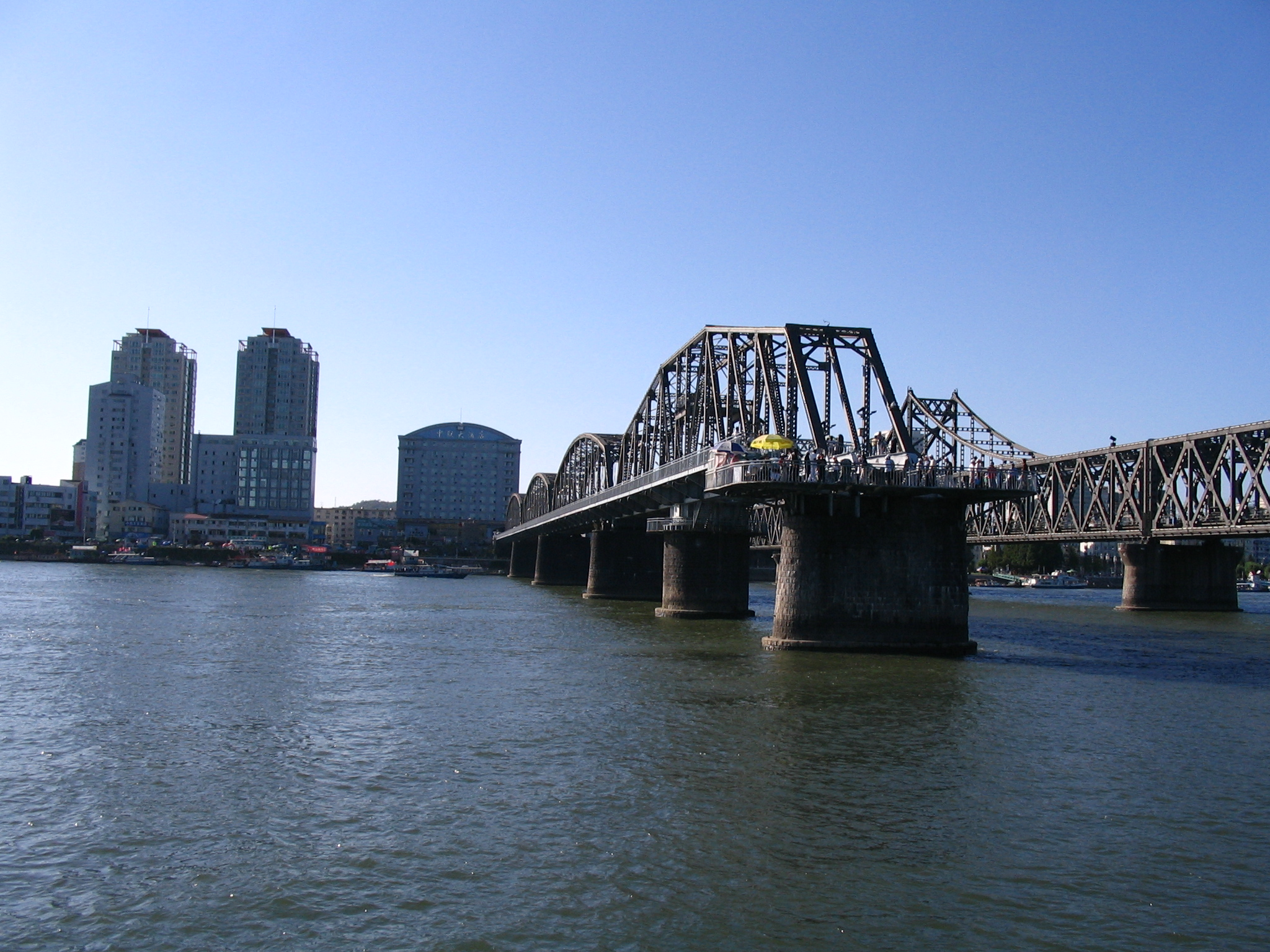
El puente visto desde la ciudad de Sinuiju.

A unos 100 metros está situado el puente antiguo, construido en 1911, ahora denominado "Puente Roto" (断桥). La parte coreana fue bombardeada y quedó prácticamente destruida durante la Guerra de Corea en 1950, y no ha sido reconstruida. Este puente es ahora un reclamo turístico en la parte china, para conocer más sobre la guerra de Corea y sobre uno de los puentes más largos del mundo.[cita requerida]
Los trenes cruzan el puente a diario. Esta parte de la frontera no está tan fortificada como en otras zonas, ya que los gobiernos de China y de Corea del Norte mantienen muy buenas relaciones.[cita requerida] El coreano está muy presente en muchas zonas de Dandong.[cita requerida]
Si bien se considera como un solo puente, las diferencias entre la parte china y la parte norcoreana son abismales. El puente sobre la parte china está cubierto con luces de neón que se encienden por la noche y permiten ver el puente desde lejos. Mientras que el lado de Corea del Norte está oscuro debido a la grave escasez de combustible en Corea del Norte.[cita requerida] Otra diferencia entre los dos lados es que en la parte china el puente está en el centro de la ciudad y en la coreana bastante lejos.